# Quận San Saba, Texas
Quận San Saba (tiếng Anh: San Saba County) là một quận trong tiểu bang Texas, Hoa Kỳ. Quận lỵ đóng ở thành phố. Theo kết quả điều tra dân số năm  2000 của Cục điều tra dân số Hoa Kỳ, quận có dân số người.